# Душан Манојловић
Душан Манојловић (Ресник, 23. октобар 1928 — Београд, 24. јун 2010) био је санитетски пуковник, професор урологије на Војномедицинској академији, начелник Клиника за Урологију Војномедицинске академије, председник Уролошке секције СЛД (у више наврата), редовни члан Медицинске академије Српског лекарског друштва, секретар и потпредседник удружења Уролога Југославије, члан Балканске медицинске уније, Европског и Интернационалног удружења уролога, дугогодишњи члан Савезне комисије за лекове и члан уређивачког одбора часописа Archivum urologicum, и Српског архива за целокупно лекарство.

## Живот и каријера
Рођен је 23. август 1928. године, у породици Живана Манојловића у селу Ресник, срез Крагујевачки, где је завршио основну школу. Ниже разреде гимназије започео је у Крагујевцу за време Другог светског рата, док му се отац налазио у заробљеништву у Немачкој. У Крагујевцу је преживео тешке године рата и страхоте стрељања крагујевачких ђака. После ослобођења Југославије 1945. године, матурирао је као ђак крагујевачке мушке гимназије.
Ступио је у Југословенску армију 6. октобра 1948. године, и у њој завршио Савезну пилотску школу и Ваздухопловну академију. Потом је као војни стипендиста, дипломирао на Медицинском факултету у Београду 1. октобра 1956. године. Обавезни лекарски стаж обавио је у Војномедицинској академији. Школу резервних официра СнСл завршио је 1957. године.
Као трупни лекар у ЈНА, у трајању од три и по године, провео је на раду у гарнизонима Југословенског ратног ваздухопловства.
Специјализацију из урологије завршио је у Војномедицинској академији, а специјалистички испит положио је 15. маја 1965. године пред испитном комисијом којом је председавао академик проф. др Сава Петковић.
Након специјализације радио је као уролог на Уролошком одељењу Клинике за хируршке болести Војномедицинске академије чији је у то време начелник био пук. проф. др Соломон Адања.
У звање асистента на предмету хирургија изабран је 1966. године, у звање доцента 25. априла 1970. године, а у звање ванредног професора Војномедицинске академије, за предмет Хирургија, изабран је 1978. године. У чину пуковника иизабран је у звање редовног професора 1981. године.
Докторирао је 11. јула 1977. са темом: „Прилог проучавању неких фактора који утичу на болничку инфекцију у уролошких болесника“. Потом је шест месеци провео на усавршавању у Лондону у болници Хамер Смит.
По одласку у пензију пук. проф. др Мирка Чернића 1981. године постављен је за начелника Уролошког одељења Клинике за хируршке болести Војномедицинске академије, када се 1983. године Уролошко одељење издвојило из Клинике за хируршке болести и постало Клиника за Урологију Војномедицинске академије.
У пензију је отишао 1994. године у чину пуковника. Активно се бавио хирургијом 33 године. Поред урологије, бавио се општом и експерименталном хирургијом, посебно хирургијом надбубрега, простате, супституцијом мокраћне бешике, конгениталним аномалијама и болничким инфекцијама. Био је члан тима за трансплантацију бубрега Републичког центра Србије; извршио је прву трансплантацију бубрега у ВМА; радио је на пројекту "ратна рана" и др.
Преминуо је у Београду 24. јуна 2010. године.

## Дело
Душан Манојловић је аутор и коаутор у више од 200 радова објављених у домаћим и страним часописима, међу којима: Наше искуство у лечењу болесника са потковичастим бубрегом (1975), Тумори тестиса (1982), Узроци и учесталост уринарне инфекције (1990), као и више монографија. Коаутор је књиге „Урологија“ академика др Саве Петковића и „Ратна хирургија“ групе аутора ВМА.
Обављао је дужност председника испитне комисије за полагање специјалистичког испита из предмета урологија у Војномедицинској академији и члана испитне комисије на Медицинском факултету у Београду. Као ментор учествовао је у изради више магистарских и докторских теза.
У својој богатој каријери био је:
- Председник Уролошке секције СЛД (у више наврата) и на тој дужности дао је значајан допринос унапређењу њеног рада.
- Редовни члан Медицинске академије Српског лекарског друштва од 1988. године.
- Секретар и потпредседник удружења Уролога Југославије
- Члан Балканске медицинске уније, Европског и Интернационалног удружења уролога.
- Дугогодишњи члан Савезне комисије за лекове
- Члан уређивачког одбора Archivum urologicum, и Српског архива за целокупно лекарство.

По одласку у пензију није престало његово интересовање за рад Клинике и Уролошке секције. Наставио је да пружа несебичну помоћ млађим колегама у стручном усавршавању и објављивању публикација.

## Признања
Добитник је:
- Златне плакете Ратног ваздухопловства
- Награде Града Београда,
- Већег броја награда од стране Управе Војномедицинске академије и Санитетске управе,
- Шест домаћих и три страна одликовања.[1]